# Episodi di Flikken (quinta stagione)
La quinta stagione della serie televisiva Flikken è stata trasmessa in anteprima in Belgio dalla één tra il 31 luglio 2003 e il 23 novembre 2003.
| nº | Titolo originale     | Titolo italiano | Prima TV Belgio   | Prima TV Italia |
| -- | -------------------- | --------------- | ----------------- | --------------- |
| 1  | Onkwetsbaar          | inedito         | 31 luglio 2003    | inedito         |
| 2  | Spoorloos            | inedito         | 7 settembre 2003  | inedito         |
| 3  | Stinker              | inedito         | 14 settembre 2003 | inedito         |
| 4  | Coma                 | inedito         | 21 settembre 2003 | inedito         |
| 5  | Sofie                | inedito         | 28 settembre 2003 | inedito         |
| 6  | Sporen               | inedito         | 5 ottobre 2003    | inedito         |
| 7  | Lucas Bukas          | inedito         | 12 ottobre 2003   | inedito         |
| 8  | Kassa                | inedito         | 19 ottobre 2003   | inedito         |
| 9  | Uit de doden         | inedito         | 26 ottobre 2003   | inedito         |
| 10 | Kunst                | inedito         | 2 novembre 2003   | inedito         |
| 11 | Brugbeek             | inedito         | 9 novembre 2003   | inedito         |
| 12 | Aan de waterkant (1) | inedito         | 16 novembre 2003  | inedito         |
| 13 | Aan de waterkant (2) | inedito         | 23 novembre 2003  | inedito         |